# يو إف سي 171
يو إف سي 171: هيندريكس ضد لولر (بالإنجليزية: UFC 171: Hendricks vs. Lawler)‏ هو حدث لفنون القتال المختلطة نظمته يو إف سي، أُقيم في 15 مارس 2014، على مركز الخطوط الجوية الأمريكية في دالاس، تكساس، الولايات المتحدة.